# Witte de With
Witte Corneliszoon de With (ur. 28 marca 1599, zm. 8 listopada 1658) – holenderski admirał, dowódca floty holenderskiej XVII wieku.

## Życiorys

### Młodość
Urodził się w gospodarstwie rolnym w pobliżu Brielle, w którym to mieście urodził się rok wcześniej Maarten Tromp. Według legendy w młodości byli przyjaciółmi i rywalami jednocześnie, lecz nie ma na to żadnych dowodów. Jego ojciec zmarł w 1602 roku. Rodziną de Witha byli Mennonici, a więc pacyfiści z religijnych powodów. W roku 1610 Witte, jako jeszcze nie ochrzczony anabaptysta, przyjął chrzest od kalwińskiego kaznodziei, a ta religia nie zabraniała udziału w działaniach wojennych, co miało istotne znaczenie dla chłopca o niezbyt pokojowej naturze.

### Początki służby na morzu
Po kilku nieudanych próbach podjęcia pracy w wieku 17 lat wyruszył jako chłopiec okrętowy w swoją pierwszą morską podróż do Indii Holenderskich. Kapitanem statku był Geen Huygen Schapenham, a statek był częścią floty dowodzonej przez Jana Coena. Podczas oblężenia Dżakarty w roku 1619 miał stopień kaprala. W maju 1620 roku wrócił do Holandii. Tam służył w randze szypra, ale wciąż pod wodzą Schapenhama, z którym bywał zarówno na Bałtyku, jak i na Morzu Śródziemnym. W lipcu 1622 został kapitanem flagowego okrętu Delft nowego wiceadmirała Schapenhama, który w 1623 roku przeprowadził spektakularny rajd zorganizowany przez admiralicję Amsterdamu, która wysłała „flotę Nassau” przeciwko hiszpańskim posiadłościom na zachodnim wybrzeżu Ameryki. Później flota ta przebyła cały Pacyfik by dotrzeć do Indii.

### Konwoje i walki z Hiszpanami
W 1625 była nieudana ekspedycja karna przeciwko wyspie Ternate. Wrócił we wrześniu 1626, po śmierci Schapenhama, jako wiceadmirał (w służbie holenderskiej kompanii handlowej Verenigde Oostindische Compagnie) floty przyprawowej, wycenianej wówczas na około 5 milionów guldenów holenderskich (blisko 2 miliony talarów), i z tego powodu zmuszonej do opłynięcia całego globu ziemskiego. W 1628 był kapitanem flagowego okrętu admirała Pieta Heyna, gdy ten przechwycił hiszpańską flotę pełną skarbów w pobliżu Kuby. Poza premią De With został nagrodzony kwotą około 500 guldenów, z której nie był zbyt zadowolony, przypisując sobie kluczową rolę w przechwyceniu floty hiszpańskiej. W roku 1629 pięć holenderskich admiralicji odmówiło Heynowi powiększenia jego sztabu o specjalnych oficerów do spraw taktycznych, a na taką funkcję Heyn chciał powołać głównie De Witha. Rozczarowany takim obrotem sprawy De With porzucił służbę w marynarce wojennej by zostać komodorem Grote Visserij, czyli administracyjnego ciała kontrolującego i chroniącego militarnie flotę śledziową. Dowódcą okrętu flagowego Heyna w miejsce De Witha został Maarten Tromp.
W 1635 De With na krótko wrócił do marynarki wojennej, jednak wkrótce znów ją opuścił po kłótni z admirałem-porucznikiem Philipsem van Dorpem.
W wojnie osiemdziesięcioletniej z Hiszpanią De Width walczył w bitwie pod Downs (1639), stając się w roku 1637 wiceadmirałem Holandii i zachodniej Fryzji, w czasie, gdy wysokiej rangi oficerowie, a wśród nich Van Dorp, zostali zastąpieni z powodu swojej niekompetencji. Pomimo awansu De With był wciąż niezadowolony, gdyż liczył na naczelne dowództwo nad całą flotą. Stanowisko to powierzono jednak Trompowi. Popularność Trompa była przyczyną zazdrości De Witha, szczególnie po zniszczeniu hiszpańskiej floty pod Downs. W tej samej bitwie stworzył sobie wroga z wiceadmirała Johana Evertsena, gdy oskarżył go o tchórzostwo i chciwość.

### Sądy, oskarżenia i wyprawa do Brazylii
W roku 1640 De With stanął przed sądem po tym, jak wrócił do Hellevoetsluis sam, gdy jego flota została rozproszona przez sztorm. Sądowi przewodniczył Maarten Tromp. Chociaż został uniewinniony, miał nieodparte wrażenie, że Tromp usiłował wpływać na świadków w sposób dla niego niekorzystny. Dwukrotnie, w roku 1644 i 1645, De With przeprowadzając ogromne konwoje statków handlowych – za drugim razem było ich aż 702 – sforsował Sund wbrew Duńczykom, którzy próbowali narzucić wysokie cła przewozowe. W roku 1647 De With wysłany został ze słabo wyposażoną flotą do zaatakowanej przez Portugalczyków kolonii holenderskiej w Brazylii. Odmówił współpracy z gubernatorem kolonii i po wielu miesiącach walk, podczas których flota jego uległa licznym uszkodzeniom niemożliwym do naprawienia z powodu niedostatecznego zaopatrzenia. W takim wypadku wbrew rozkazom w listopadzie 1649 wrócił do Holandii z dwoma zdolnymi do dalekiej żeglugi okrętami. Zaraz po powrocie udał się do Stanów Generalnych (Staten-Generaal) by poskarżyć się na politykę prowadzoną w holenderskiej kolonii w Brazylii, jednak został aresztowany. Oskarżono go o niesubordynację i dezercję, a sam akt oskarżenia składał się aż z 259 punktów. Omal nie został skazany na ścięcie głowy, a od śmierci uratowała go zdecydowana interwencja stanów Holandii i Zachodniej Fryzji (Staten van Holland en Westfriesland), które uważały, że tylko im przysługuje prawo skazywania swoich admirałów na karę śmierci. W lutym 1651 większość punktów oskarżenia została wycofana, a kara została zredukowana do odebrania wypłaconej pensji. We wrześniu 1651 roku De With znów był w służbie i zajmował się przeprowadzanie konwojów.

### Wojna angielsko-holenderska
W pierwszej wojnie angielsko-holendreskiej, gdy Maarten Tromp popadł w niełaskę wobec Stanów Generalnych, De With dowodził flotą holenderską w bitwie pod Kentish Knock. Porażka w bitwie podłamała jego morale – przechorował w domu wiele miesięcy. W tym czasie doszło do bitew pod Dungeness oraz pod Plymouth, w których załamanego De Witha zastępował Maarten Tromp. Dnia 8 maja 1653 Tromp oficjalnie został naczelnym wodzem całej floty i odtąd De With walczył jako jego zastępca. Wziął udział w bitwie pod Gabbard oraz w bitwie pod Scheveningen, w której zginął Maarten Tromp. Od 14 sierpnia do 22 września 1653 De With był tymczasowo naczelnym wodzem. Odmówiono mu jednak oficjalnego naczelnego dowództwa ze względu na jego trudny charakter – zamiast niego naczelnym wodzem został Admirał-Porucznik Jacob van Wassenaer Obdam.

### Druga wojna północna i śmierć w Sundzie
W latach 1654–1656 poza odsieczą dla Gdańska był na ogół bezczynny. Poległ w bitwie w Sundzie podczas drugiej wojny północnej, w której dowodził awangardą floty holenderskiej przybyłej z odsieczą Kopenhadze. Jego okręt Brederode osiadł na mieliźnie i został otoczony przez okręty szwedzkie. De With najpierw został trafiony z muszkietu w lewe udo, a kilka godzin później ponownie został trafiony – tym razem w pierś. Gdy szwedzcy żołnierze po abordażu wtargnęli na pokład okrętu, odmówił oddania swego rapiera, broniąc się przeciwko dwóm z nich na kolanach i krzycząc „Władałem nim wiernie dla Holandii przez lata, więc nie oddam go teraz zwykłym żołnierzom!”. Gdy upadł, zaniesiono go do jego kabiny, próbując ratować. Gdy nalegano, by wszedł po trapie na szwedzki okręt samodzielnie, upadł ponownie i zmarł. Z rozkazu króla Szwecji Karola Gustawa zwłoki De Witha zabalsamowano i wystawiono jako wojenne trofeum w ratuszu miasta Elsynor. W styczniu 1659 zwłoki De Witha zostały przeniesione na duński dwór do Kopenhagi. Po tym, jak Duńczycy oddali hołd jego zwłokom, został przetransportowany do Holandii i pogrzebany z wielką pompą w Rotterdamie dnia 7 października 1659.

## Podsumowanie
Większość jego życia wypełniła rywalizacja w Maartenem Trompem. De With wzbudzał strach i nienawiść wśród swych podwładnych – w kilku przypadkach załogi okrętów odmówiły mu wejścia na pokład, nie chcąc, by ich okręt stał się okrętem flagowym De Witha. Oficerowie równi mu stopniem unikali go, on sam często potrafił okazywać niesubordynację swym przełożonym. Jednocześnie uważany był powszechnie za odważnego, doświadczonego i wyśmienitego żeglarza.
Jedną z najbardziej znaczących cech osobowości De Witha było notoryczne publikowanie broszur polemicznych, małych książeczek, anonimów lub listów podpisanych przez przyjaciół, w których czasami chwalił, ale znacznie częściej wyśmiewał się, a nawet obrażał swych kolegów-oficerów. Tromp był szczególnym obiektem tego typu ataków.